# Wilhelm von Dungern
Wilhelm Heinrich Freiherr von Dungern (* 20. Juni 1809 in Weilburg; † 3. Juli 1874 in Wildbad im Schwarzwald) war ein deutscher Gutsbesitzer und Mitglied der Landstände des Herzogtums Nassau.

## Leben
Wilhelm von Dungern war ein Sohn des Geheimen Regierungsrats Friedrich von Dungern und dessen Ehefrau Wilhelmine Luise Lesch von Mühlheim (1771–1846) und wuchs mit seinen Geschwistern Henriette (∞ 1816 August von Kruse), Auguste (1801–1865), ∞ Friedrich Christian Theodor von Preen, Emil (1802–1862), Dorothea (* 1807, Hofdame der Prinzessin Luise von Nassau-Usingen) und Catharina (* 1811, ∞ Joseph von Syberg zu Sümmern) auf.
Er war Gutsbesitzer und erhielt in dieser Eigenschaft im Jahre 1855 ein Mandat für die Erste Kammer der Landstände des Herzogtums Nassau, da er zu den drei Höchstbesteuerten im Herzogtum Nassau gehörte.
Er nahm nur von 1855 bis 1857 und 1860 an den Sitzungen des Parlaments teil.

## Familie

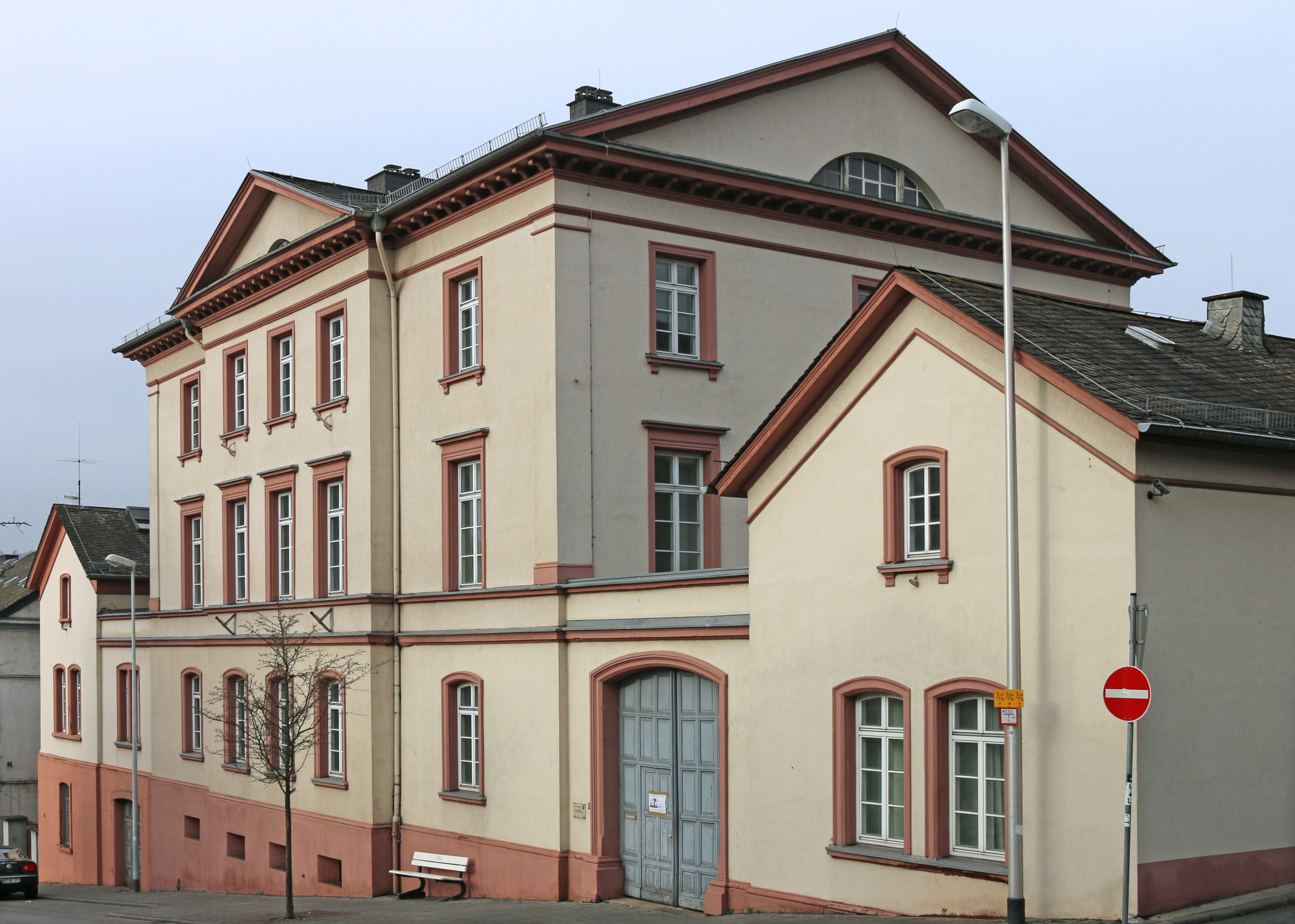
Palais von Dungern, Wohnung der Familie Wilhelm von Dungern

Am 13. November 1841 heiratete er in Baden-Baden Friederike Reichsgräfin von Reichenbach-Lessonitz (1823–1898, Tochter des Kurfürsten Wilhelm von Hessen und der Emilie Ortlöpp). 
Aus der Ehe ging die Tochter Wilhelmine (* 1842, ∞ 1861 in Weilburg Hermann von Dungern, ihr Cousin) hervor.
Er wohnte im Palais von Dungern in Weilburg (Frankfurter Straße 13) und kaufte 1843 das Schloss Dehrn, in dem er mit seiner Familie die Sommermonate verbrachte.